# Collisione in volo

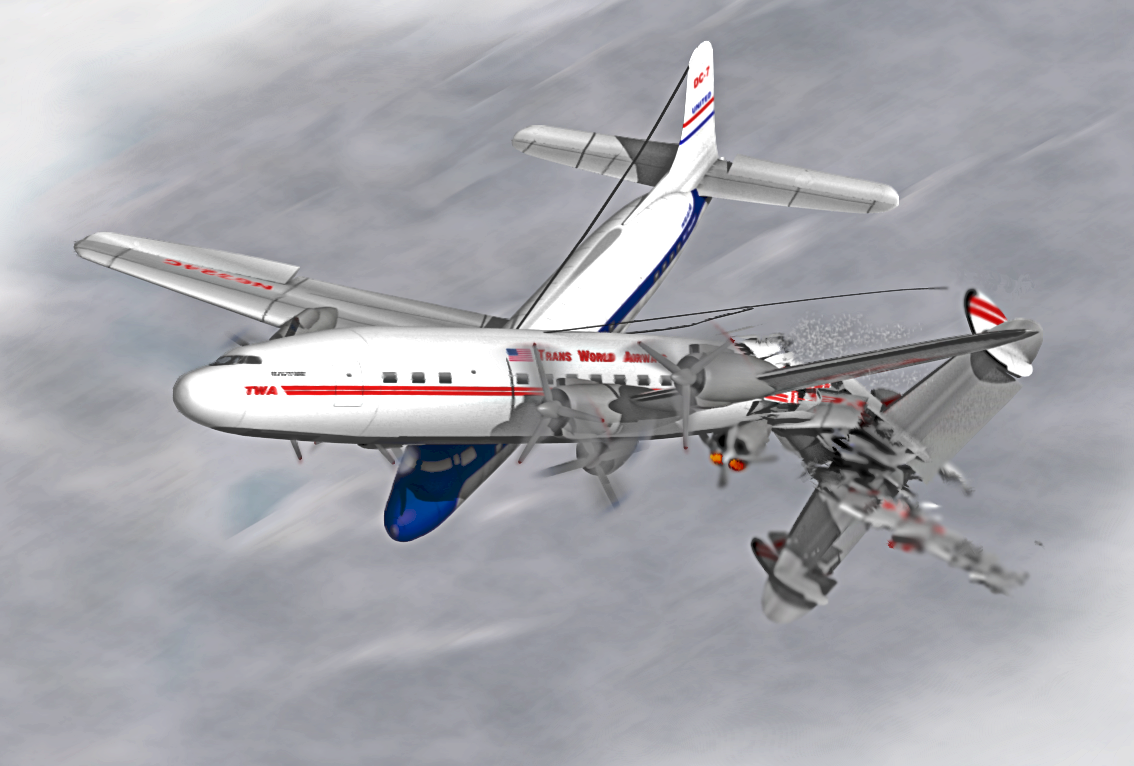
Rappresentazione in computer-grafica della collisione in volo del Grand Canyon

La collisione in volo è un incidente aereo in cui due o più aeromobili entrano in contatto durante il volo e che ha come risultato, a causa delle velocità relativamente elevate a cui avviene e al conseguente impatto con la terra o il mare, la distruzione totale di almeno uno degli aerei coinvolti. Il termine tecnico in lingua inglese di tale evento è mid-air collision, abbreviato in MAC.
La possibilità di sopravvivere ad una collisione in volo, in assenza di sedili eiettabili e paracadute, è pressoché nulla. La collisione in volo si può verificare a causa di cattiva comunicazione tra i piloti e i controllori del traffico aereo, per un errore di navigazione, oppure per una deviazione dal piano di volo prescritto.

## Prima collisione in volo

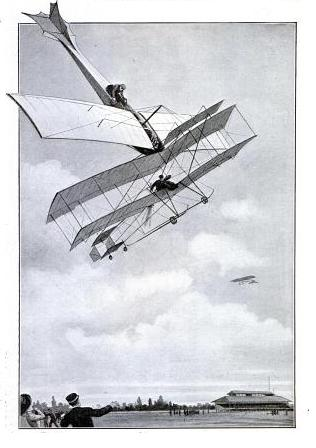
Rappresentazione della prima collisione in volo avvenuta a Milano nel 1910

La prima collisione in volo di cui si ha avuto notizia è avvenuta durante il Milano Circuito Aereo Internazionale tenutosi tra il 24 settembre ed il 3 ottobre 1910 nella città di Milano. Il 3 ottobre il francese René Thomas, pilotando un monoplano Antionette IV, entrò in collisione con il biplano Farman III pilotato dal capitano dell'esercito britannico Bertram Dickson.
Entrambi i piloti sopravvissero all'incidente, ma Dickson riportò ferite così gravi che non poté più volare.
La prima collisione con vittime accadde a Douai in Francia il 19 giugno 1912. 
Il Capitano Marcel Dubois e il Tenente Albert Peignan dell'Esercito francese si scontrarono con i loro due aerei, morendo entrambi sul colpo.

## Prevenzione delle collisioni in volo con aerei militari negli Stati Uniti
Ci sono diversi tipi e varie cause di collisioni in volo. In alcune occasioni, aerei militari impegnati in voli di addestramento sono entrati in collisione con aerei civili. Prima del 1958, i controllori del traffico aereo civile si occupavano unicamente di voli civili, così come i controllori del traffico aereo militare si occupavano di voli militari; in questo modo gli uni ignoravano le azioni degli altri. Le collisioni in volo avvenute nel 1958 che hanno visto coinvolti prima il volo United Airlines 736 e successivamente il volo Capital Airlines 300, entrambi scontratisi con un aereo da caccia, hanno accelerato la conversione in legge di una direttiva della Federal Aviation Agency (divenuta più tardi Federal Aviation Administration) che stabiliva che il controllo dello spazio aereo avrebbe dovuto essere condiviso tra civili e militari.
Nel 2005 la Flight Safety Division della Air National Guard utilizzando il Disruptive Solutions Process, un concetto applicato per evitare incidenti nelle operazioni militari, creò il portale web seeandavoid.org. L'anno seguente l "U.S.Defense Safety Oversight Council" approvò un finanziamento per il sito web e lo promosse a sito ufficiale civile/militare per prevenire le collisioni in volo.

## Elenco delle principali collisioni in volo
| Data              | Vittime | Superstiti | Aerei coinvolti                                                                          | Fase del volo   | luogo                                     |
| ----------------- | ------- | ---------- | ---------------------------------------------------------------------------------------- | --------------- | ----------------------------------------- |
| 7 Aprile 1922     | 7       | 0          | Prima collisione in volo fra aerei di linea                                              | Crociera        | Piccardia, Francia,                       |
| 24 agosto 1938    | 45      | 0          | Due aerei di linea giapponesi                                                            | ?               | Tokyo, Giappone                           |
| 23 Ottobre 1942   | 12      | 2          | Volo American Airlines 28 - US Army B-34                                                 | Salita/discesa  | Chino Canyon, California                  |
| 12 Luglio 1945    | 2       | 24         | Volo Eastern Airlines 45 - US Army Douglas A-26 Invader                                  | Discesa         | Florence, Carolina del Sud                |
| 5 Aprile 1948     | 15      | 0          | British European Airways Vickers VC.1 Viking - Yakovlev Yak-3 dell'Aeronautica Sovietica | Atterraggio     | Base Aerea di Gatow, Berlino, Germania.   |
| 4 Luglio 1948     | 39      | 0          | Scandinavian Airlines System DC-6 - RAF Avro 685 York                                    | Discesa         | Northwood, Londra                         |
| 1 Novembre 1949   | 55      | 1          | Volo Eastern Air Lines 537 - Lockheed P-38 Lightning in volo di collaudo                 | Approccio       | Washington, D.C.                          |
| 25 Aprile 1951    | 43      | 0          | Volo Cubana de Aviación 493 - aereo della US Navy                                        | Crociera/salita | Key West, Florida                         |
| 28 Giugno 1952    | 2       | 60         | Volo American Airlines 910 - aereo privato                                               | Approccio       | Dallas, Texas                             |
| 12 Gennaio 1955   | 15      | 0          | Volo TWA - aereo privato                                                                 | Salita          | Contea di Boone, Kentucky                 |
| 30 Giugno 1956    | 128     | 0          | Volo United Airlines 718 - Volo TWA 2                                                    | Crociera        | Grand Canyon, Arizona                     |
| 21 Aprile 1958    | 49      | 0          | Volo United Airlines 736 - USAF F-100 Super Sabre                                        | Crociera        | Las Vegas, Nevada                         |
| 20 Maggio 1958    | 13      | 1          | Volo Capital Airlines 300 - aereo della Air National Guard                               | Discesa         | Brunswick, Maryland                       |
| 20 Maggio 1958    | 31      | 1          | Volo British European Airways 142 - North American F-86 Sabre dell'Aeronautica Militare  | Discesa         | Vicino ad Anzio, provincia di Roma        |
| 16 Dicembre 1960  | 134     | 0          | Volo United Airlines 826 - Volo TWA 266                                                  | Discesa         | New York City, New York                   |
| 1 Febbraio 1963   | 17      | 0          | Volo Middle East Airlines 265 - Türk Hava Kuvvetleri Douglas C-47                        | Crociera        | Ankara, Turchia                           |
| 4 Dicembre 1965   | 4       | 158        | Volo TWA 42 - Volo Eastern Airlines 853                                                  | Discesa         | Carmel, New York                          |
| 9 Marzo 1967      | 26      | 0          | Volo TWA 553 - Aereo privato                                                             | Discesa         | Urbana, Ohio,                             |
| 19 Luglio 1967    | 82      | 0          | Volo Piedmont Airlines 22 - Aereo privato                                                | Salita/discesa  | Hendersonville, Carolina del Nord         |
| 9 Settembre 1969  | 82      | 0          | Volo Allegheny Airlines 853 - Aereo privato                                              | Discesa         | Fairland, Indiana,                        |
| 6 Giugno 1971     | 50      | 1          | Volo Hughes Airwest 706 - McDonnell Douglas F-4 Phantom della U.S. Marine Corps          | Salita          | San Gabriel Mountains, California         |
| 30 Luglio 1971    | 162     | 1          | Volo All Nippon Airways 58 - North American F-86 della JASDF                             | Crociera        | vicino a Shizukuishi, Giappone            |
| 9 Gennaio 1975    | 14      | 0          | Volo Golden West Airlines 261 - Aereo privato                                            | Salita          | vicino a Whittier, California             |
| 9 Settembre 1976  | 64      | 0          | Volo Aeroflot 31 - Volo Aeroflot 7957                                                    | Crociera        | vicino ad Anapa, Russia                   |
| 10 Settembre 1976 | 176     | 0          | Volo British Airways 476 - Volo Inex-Adria 550                                           | Crociera        | vicino a Zagabria, Croazia                |
| 25 Settembre 1978 | 144     | 0          | Volo Pacific Southwest Airlines 182 - Aereo privato                                      | Discesa         | San Diego, California,                    |
| 11 Agosto 1979    | 178     | 0          | Volo Aeroflot 65816 - Volo Aeroflot 65735                                                | Crociera        | Dniprodzeržins'k, Ucraina                 |
| 24 Agosto 1981    | 37      | 1          | Volo Aeroflot 811 - Aereo militare                                                       | Crociera        | Zavitinsk, Russia                         |
| 18 Giugno 1986    | 25      | 0          | Volo Grand Canyon Airlines 6 - elicottero privato                                        | Bassa quota     | Parco nazionale del Grand Canyon, Arizona |
| 31 Agosto 1986    | 82      | 0          | Volo Aeroméxico 498 - aereo privato                                                      | Discesa-salita  | Cerritos, California                      |
| 22 Dicembre 1992  | 159     | 0          | Volo Libyan Arab Airlines 1103 - MiG-23 della Libyan Air Force                           | Approccio       | Tripoli, Libia                            |
| 12 Novembre 1996  | 349     | 0          | Volo Saudi Airlines 763 - Volo Kazakhstan Airlines 1907                                  | Salita/discesa  | Charkhi Dadri, India                      |
| 1 Luglio 2002     | 71      | 0          | Volo Bashkirian Airlines 2937 - Volo DHL 611                                             | Crociera        | Überlingen, Germania                      |
| 29 settembre 2006 | 154     | 7          | Volo Gol Transportes Aéreos 1907 - Volo ExcelAire                                        | Crociera        | Foresta Amazzonica, Brasile               |
| 8 Agosto 2009     | 9       | 0          | Piper PA-32 - Eurocopter AS350                                                           | Bassa quota     | Fiume Hudson, New York City               |
| 25 Gennaio 2019   | 7       | 2          | SAN Jodel D.140 - Eurocopter AS350                                                       | Crociera        | La Thuile, Italia                         |